# Bismarck (Illinois)
Bismarck is een plaats (village) in de Amerikaanse staat Illinois, en valt bestuurlijk gezien onder Vermilion County.

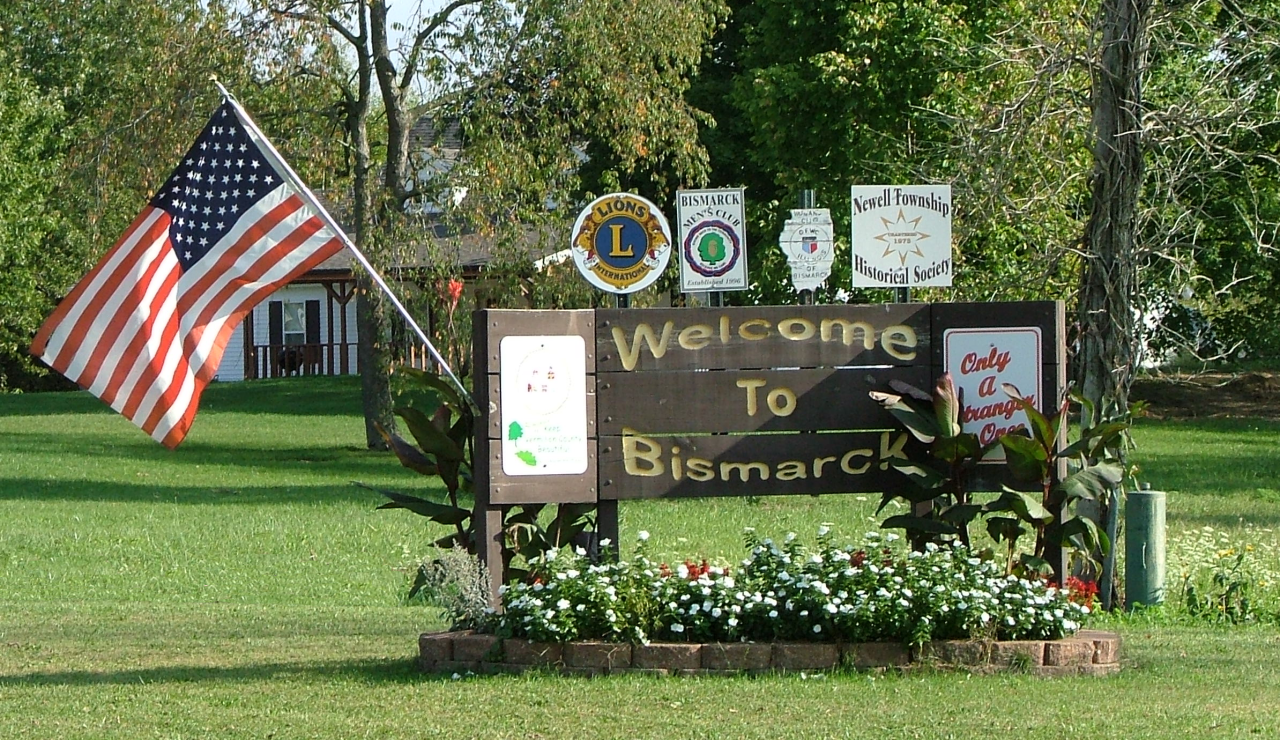
Welkomstbord in Bismarck

## Demografie
Bij de volkstelling in 2000 werd het aantal inwoners vastgesteld op 542.
In 2006 is het aantal inwoners door het United States Census Bureau geschat op 553, een stijging van 11 (2,0%).

## Geografie
Volgens het United States Census Bureau beslaat de plaats een oppervlakte van
1,8 km², geheel bestaande uit land. Bismarck ligt op ongeveer 197 m boven zeeniveau.

## Plaatsen in de nabije omgeving
De onderstaande figuur toont nabijgelegen plaatsen in een straal van 20 km rond Bismarck.